# Marlena Maląg
Marlena Magdalena Maląg z domu Banachowicz (ur. 2 listopada 1964 w Ostrowie Wielkopolskim) – polska polityk, nauczycielka, urzędniczka i samorządowiec, wicewojewoda wielkopolski (2016–2018), prezes Państwowego Funduszu Rehabilitacji Osób Niepełnosprawnych (2018–2019), posłanka na Sejm IX i X kadencji (2019–2024), minister rodziny, pracy i polityki społecznej (2019–2020), minister rodziny i polityki społecznej w drugim rządzie Mateusza Morawieckiego (2020–2023), minister rozwoju i technologii w trzecim rządzie tegoż premiera (2023), posłanka do Parlamentu Europejskiego X kadencji (od 2024).

## Życiorys
Absolwentka Wyższej Szkoły Pedagogicznej w Częstochowie, gdzie ukończyła pedagogikę na Wydziale Humanistycznym. Ukończyła również studia podyplomowe w zakresie matematyki i informatyki na Uniwersytecie im. Adama Mickiewicza w Poznaniu oraz w zakresie zarządzania instytucjami oświatowymi na Politechnice Poznańskiej i w Bałtyckiej Wyższej Szkole Humanistycznej w Koszalinie.
Pracowała jako nauczycielka. W latach 1999–2002 pełniła funkcję dyrektora Gimnazjum nr 2 w Ostrowie Wielkopolskim, następnie przez 9 lat kierowała Zespołem Szkół Spółdzielni Oświatowej w tym samym mieście. Przekształciła samorządową szkołę, tworząc spółdzielnię oświatową w celu uspołecznienia zarządzania w oświacie. Utworzyła poprzez tę instytucję Publiczne Gimnazjum im Papieża Jana Pawła II i Liceum Ogólnokształcące Spółdzielni Oświatowej w Ostrowie Wielkopolskim. Według informacji „Dziennika Gazety Prawnej” w trakcie pełnienia przez nią funkcji prezesa spółdzielni i dyrektora liceum ogólnokształcącego w placówce tej dochodziło do naruszania przepisów prawa pracy dotyczących zawierania z tym samym pracownikiem maksymalnie dwóch kolejnych umów na czas określony.
W wyborach samorządowych w 1998 bezskutecznie ubiegała się o mandat radnej Ostrowa Wielkopolskiego z listy Akcji Wyborczej Solidarność. W 2002 została wybrana do rady miasta z ramienia komitetu Mirosława Kruszyńskiego. W 2006 po raz pierwszy wybrana do rady powiatu ostrowskiego z listy Prawa i Sprawiedliwości. Uzyskiwała reelekcję w wyborach w 2010 i 2014. Do 2012 pełniła funkcję naczelnika wydziału edukacji w ostrowskim urzędzie miejskim. Trzykrotnie uzyskała ogólnopolskie wyróżnienie „Samorządowy Lider Edukacji”, wdrażała w szkołach programy edukacyjne i prozdrowotne, w tym finansowane ze środków Unii Europejskiej. Nadzorowała wprowadzenie karty dużej rodziny w Ostrowie Wielkopolskim. Była wiceprzewodniczącą rady powiatu ostrowskiego. W 2012 powołana na stanowisko zastępcy prezydenta Ostrowa Wielkopolskiego z rekomendacji Prawa i Sprawiedliwości (zajmowała je do 2014). W administracji miejskiej odpowiadała za sprawy społeczne, oświatę i kulturę. Zajmowała się m.in. wdrażaniem ostrowskiego programu mieszkaniowego.
W grudniu 2015 objęła stanowisko wicestarosty powiatu ostrowskiego; funkcję tę pełniła do 11 stycznia 2016, kiedy to została powołana na stanowisko wicewojewody wielkopolskiego przez prezesa Rady Ministrów Beatę Szydło. Jako wicewojewoda zajmowała się m.in. polityką prorodzinną, w 2016 została przewodniczącą działającej przy wojewodzie wielkopolskim Rady Rodziny. W tym samym roku zainicjowała konkurs promujący politykę prorodzinną w samorządach pod nazwą „Wielkopolska Gmina Przyjazna Rodzinie”. W Wielkopolskim Urzędzie Wojewódzkim nadzorowała wydziały zajmujące się w szczególności infrastrukturą, polityką społeczną i zdrowiem, a także zajmowała się edukacją w ramach nadzoru nad kuratorem oświaty. W wyborach samorządowych w 2018 zdobyła mandat radnej sejmiku wielkopolskiego (otrzymała 46 763 głosy, co stanowiło drugi indywidualny wynik wśród kandydatów na radnych). W grudniu tego samego roku zrezygnowała z funkcji wicewojewody.
20 grudnia 2018 została powołana przez premiera Mateusza Morawieckiego na stanowisko prezesa zarządu Państwowego Funduszu Rehabilitacji Osób Niepełnosprawnych. W lutym 2019 minister inwestycji i rozwoju powołał ją w skład Rady Dostępności. W trakcie zarządzania przez nią funduszem wdrożono m.in. programy: „Door-to-door” (granty dla samorządów na przewóz osób niepełnosprawnych, szkolenia pracowników transportu zbiorowego), nowy program rehabilitacji kompleksowej, projekt „Aktywni Plus” (obejmujący trzy programy zwiększenia zatrudnienia osób z niepełnosprawnościami: „Absolwent”, „Stabilne zatrudnienie” oraz „Praca-Integracja”, prowadzone m.in. we współpracy z przedsiębiorstwami Enea, PKN Orlen i PKO BP oraz poprzez staże w administracji rządowej), programy dotyczące dofinansowania zakupu wózków inwalidzkich o napędzie elektrycznym oraz dofinansowania inwestycji na rzecz niwelowania barier architektonicznych w budynkach wielorodzinnych.
W wyborach parlamentarnych w 2019 została wybrana do Sejmu IX kadencji, kandydując w okręgu kaliskim i otrzymując 25 695 głosów. 8 listopada 2019 została wskazana jako kandydatka na nowego ministra rodziny, pracy i polityki społecznej. Urząd ten objęła 15 listopada, wchodząc w skład drugiego rządu Mateusza Morawieckiego. Zastąpiła na tym stanowisku Bożenę Borys-Szopę. 6 października 2020 w wyniku rekonstrukcji rządu objęła urząd ministra rodziny i polityki społecznej. W sierpniu 2021, po odwołaniu z rządu Jarosława Gowina, w skład jej resortu (pozostawiając dotychczasową nazwę ministerstwa) włączono sprawy pracy.
W wyborach w 2023 z powodzeniem ubiegała się o poselską reelekcję (z wynikiem 109 870 głosów). 27 listopada 2023 powołana na urząd ministra rozwoju i technologii w trzecim gabinecie Mateusza Morawieckiego; powierzono jej również pełnienie obowiązków ministra cyfryzacji. Z administracji rządowej odeszła 13 grudnia 2023. W 2024 z ramienia PiS wystartowała w wyborach do Parlamentu Europejskiego z okręgu nr 7; uzyskała mandat eurodeputowanej X kadencji z wynikiem 115 670 głosów. W PE zasiadła w Komisji Zatrudnienia i Spraw Socjalnych oraz Komisji Praw Kobiet i Równouprawnienia.

## Wyniki w wyborach ogólnopolskich
| Wybory | Komitet wyborczy                | Komitet wyborczy       | Organ            | Okręg            | Wynik          |
| ------ | ------------------------------- | ---------------------- | ---------------- | ---------------- | -------------- |
| 2019   |                                 | Prawo i Sprawiedliwość | Sejm IX kadencji | nr 36            | 25 695 (5,60%) |
| 2023   | Sejm X kadencji                 | Prawo i Sprawiedliwość | 109 870 (20,26%) | nr 36            |                |
| 2024   | Parlament Europejski X kadencji | Prawo i Sprawiedliwość | nr 7             | 115 670 (11,25%) |                |

## Życie prywatne
Córka Romana i Aliny. Mężatka (mąż Zbigniew), ma dwie córki.